# 河北省监察委员会
河北省监察委员会，简称河北省监委，是中华人民共和国河北省的省级地方国家监察机关，与中国共产党河北省纪律检查委员会合署办公。

## 历史沿革
2018年2月2日上午，河北省监察委员会正式挂牌成立。它取代了原河北省监察厅的职能。

## 历任领导
第十三届人大
- 任期：2018年2月1日－
- 主任：梁惠玲（2018年1月29日[3]－2018年11月19日[4]） → 刘爽（2019年1月18日[5]－2021年11月23日） → 刘昌林（2021年11月23日[6]－）
- 副主任：董云鹏（－2019年3月27日）、王立彤（2019年5月30日[7]－2022年8月）、吕永志（－2022年1月8日）、刘书强（－2022年1月8日）、李勤（－2022年1月8日）、黄利锋（2022年1月8日－）、陈玉祥（2022年1月8日－）、韩晓明（2022年1月8日－）
- 委员：刘志军（－2021年11月23日）、黄利锋（－2020年1月4日）、李玉德（－2021年11月23日）、贾振之（－2020年1月4日）、冀运福、贾全（2020年6月2日－）、李晓波（2021年2月17日－）